# Янкофф, Александр
Александр Янкофф (фр. Alexandre Yankoff; 27 июня 1931, Невер — 2 ноября 2015, Вьен) — французский легкоатлет, выступавший в барьерном беге. Участник летних Олимпийских игр 1956 года.

## Биография
Александр Янкофф родился 27 июня 1931 года во французском городе Невер.
Выступал в легкоатлетических соревнованиях за лионский «Родиа».
Участвовал в восьми международных турнирах в составе сборной Франции.
В 1956 году вошёл в состав сборной Франции на летних Олимпийских играх в Мельбурне. В беге на 400 метров с барьерами в четвертьфинале занял 4-е место, показав результат 53,1 секунды и уступив 1,1 секунды попавшему в полуфинал со 2-го места Герту Потгитеру из ЮАС.
В 1958 году стал чемпионом Франции в беге на 400 метров с барьерами.
Умер 2 ноября 2015 года во французском городе Вьен.

## Личный рекорд
- Бег на 400 метров с барьерами — 52,7 (1956)[2]